# 聖若瑟教堂 (勒阿弗爾)
聖若瑟教堂（法語：Église Saint-Joseph du Havre）是位於法國北部城市勒阿弗爾的一座羅馬天主教的教堂。

## 历史
教堂修建於1951年至1957/58年期間，是勒阿弗爾重建計劃的一部分，用來紀念在戰爭中犧牲的5000名平民。教堂內部裝飾為新哥特式風格。教堂高度達107米，點亮時在海上看宛如一盞明燈，特別是在夜間。